# Humilladero del Santo Cristo de las Eras (Castromonte)

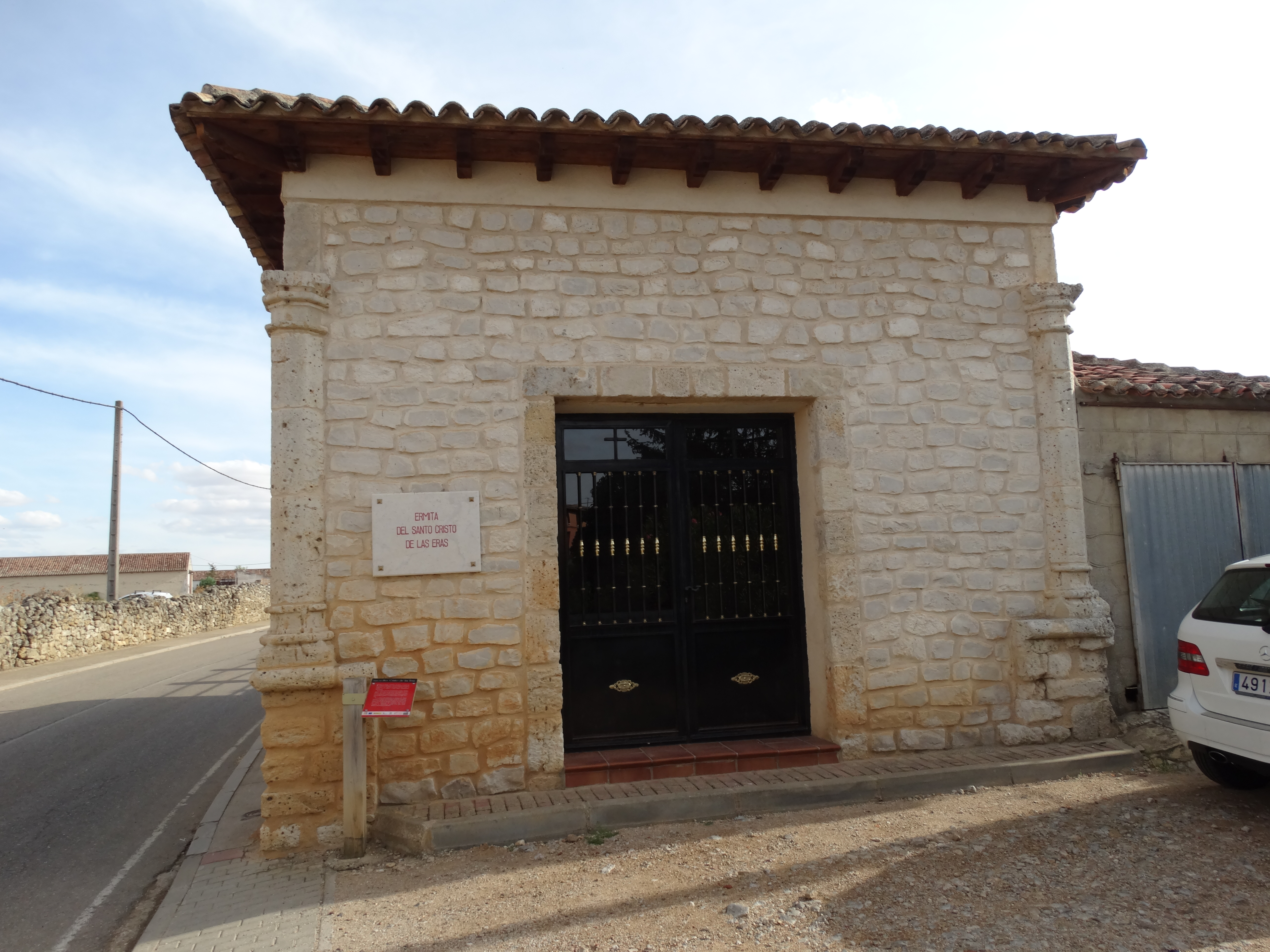
Humilladero del Cristo de las Eras, fachada principal y puerta de acceso. El camino hacia Torrelobatón queda a la izquierda del caminante

El humilladero del Santo Cristo de las Eras, popularmente conocido como ermita del Santo Cristo de las Eras es un pequeño edificio de culto católico, del siglo XVI, que se encuentra a la salida del pueblo de Castromonte en el camino que conduce a Torrelobatón.

## Historia
En su origen fue un templete cuyas esquinas descansaban sobre cuatro columnas, dos de las cuales se conservan empotradas en la fachada. En el centro del templete se encontraría la cruz de piedra o crucero, origen de casi la totalidad de los humilladeros. Con el tiempo se cerraron los cuatro muros para proteger la cruz; el motivo pudo ser por exigencias o necesidades de la cofradía encargada del lugar o por evitar que ese espacio abierto pero protegido con techo fuera utilizado para usos ajenos a la religión.
Además hubo una campaña de los visitadores del siglo XVI aconsejando que se cerrasen estos espacios que en muchos de los casos se utilizaban irrespetuosamente como apriscos.

## Descripción
Es un edificio rectangular construido en adobe y tapial y con una puerta de acceso adintelada con buena cantería. El tejado es de teja a cuatro aguas y el techo en el interior es de madera. Las paredes estuvieron revocadas de blanco con alguna pintura paisajística sin tema determinado ni estilo artístico; en la última restauración se dejó la piedra vista de sillarejo sin labrar.
Las columnas empotradas en las esquinas que quedan como vestigio del primitivo humilladero se elevan sobre sendos plintos. Son octogonales como lo son las columnas del patio del Colegio de Santa Cruz de Valladolid que pertenecen a la misma época de final del gótico. En el interior se guardan en hornacina las imágenes de santa Ana, san Isidro Labrador y un Niño Jesús. En el centro del altar hay un cristo del tercer cuarto del siglo XVI.

Detalles interiores del humilladero
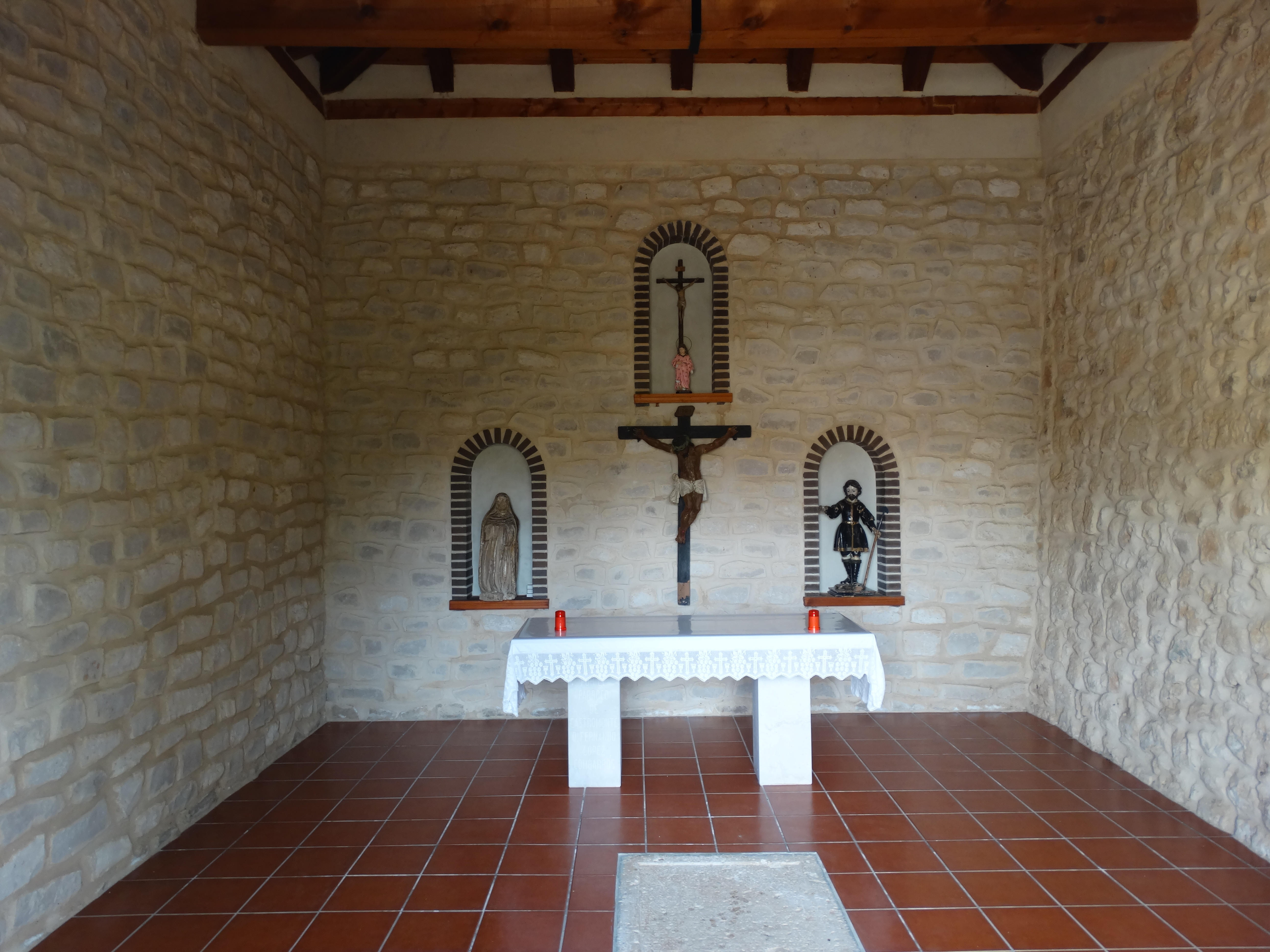
Interior del humilladero
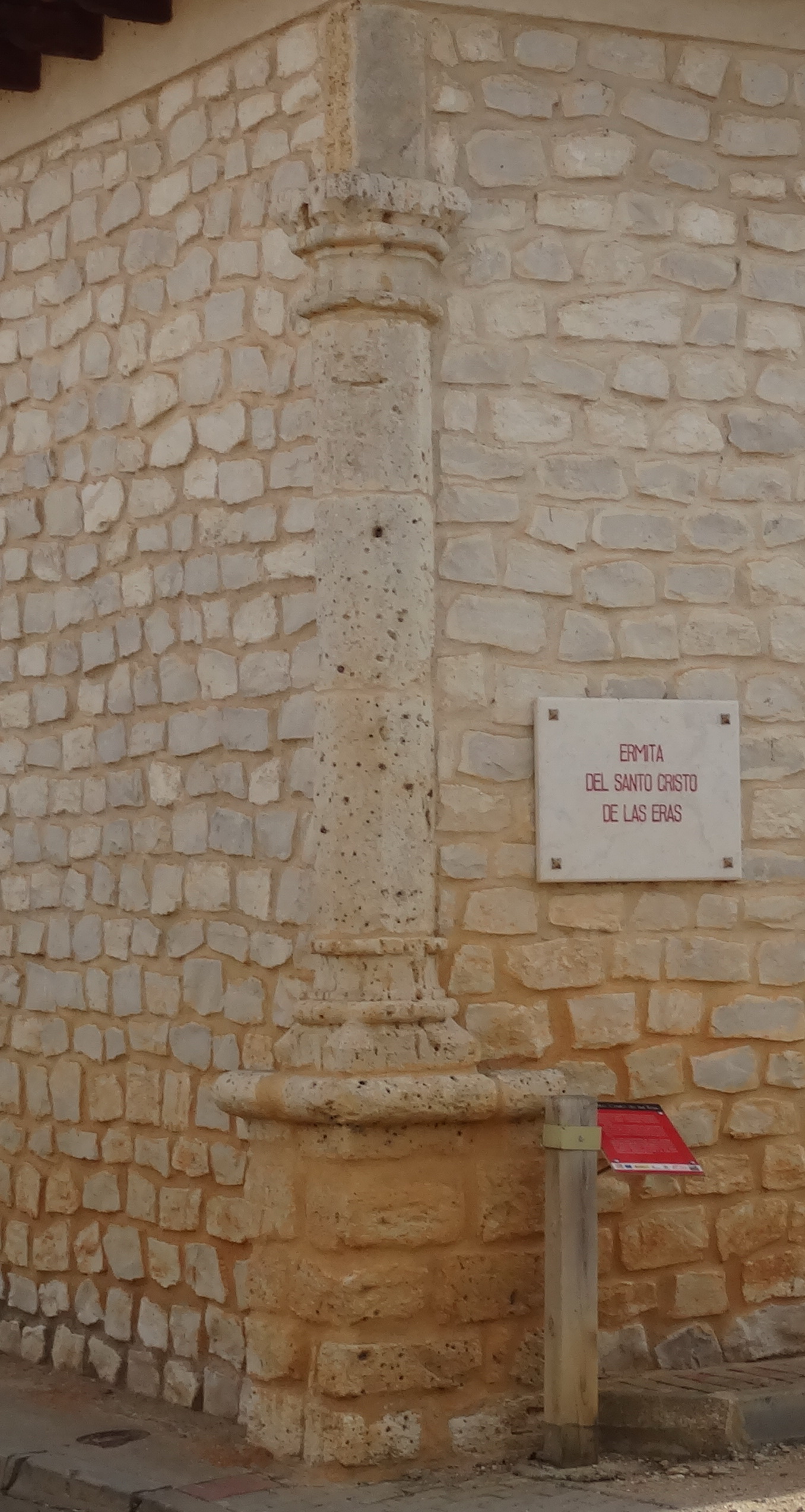
Columna empotrada
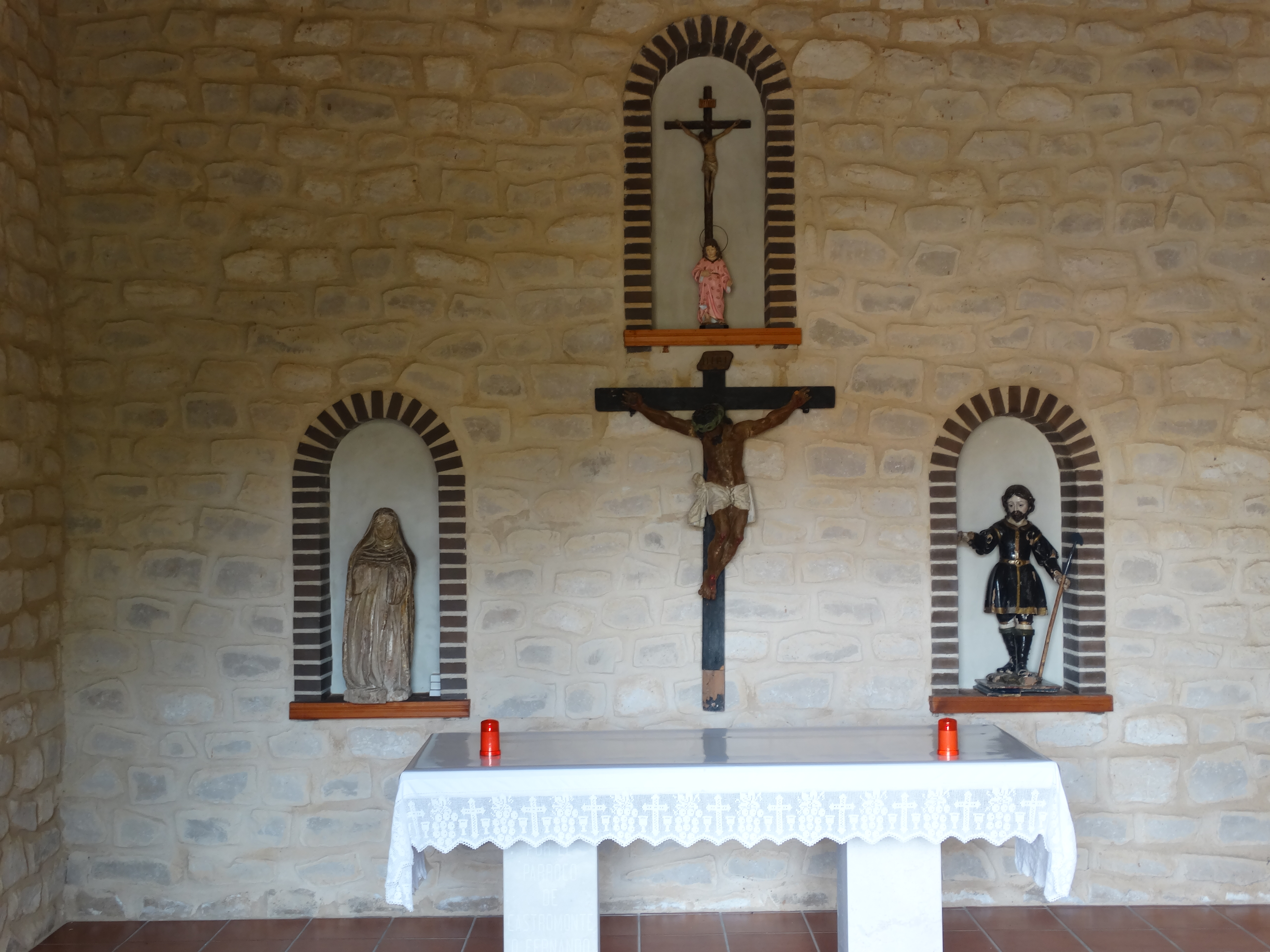
Detalle del altar